# Аркадий Вяземский
Аркадий Вяземский (ум. в 1592 году) — преподобный, затворник и пустынник вяземский, ученик преподобного Герасима Болдинского.
На том месте в Вязьме, где он жил и подвизался, впоследствии основана церковь, а с 1832 года — Аркадиев женский монастырь, мощи же его, обретённые в XVII веке при патриархе Иоакиме (11 июля), почивают под спудом в Герасимовом Болдином монастыре в Дорогобуже. В «Четьих-Минеях» митрополита Макария под 31 июля помещён полемический трактат преподобного Аркадия, писанный в 1538 году и направленный, главным образом, против Флорентийского собора 1438 года и против митрополита Исидора, подписавшего на этом Соборе акт соединения обеих церквей.

## Почитание
В конце XVII века почитание преподобного Аркадия Новоторжского слилось с почитанием преподобного Аркадия Вяземского (ум. 1592), появились иконы с надписью «Преподобный Аркадий, Вяземский и Новоторжский чудотворец».
Традиция объединять Аркадия Новторжского и Аркадия Вяземского проявилась во включении имени Аркадия Новоторжского и Вяземского в Собор Смоленских святых, установленный в 1984 году.